# Tucupido
Tucupido é uma cidade venezuelana, capital do município de José Félix Ribas (Guárico).